# او۲ (متروی وین)
او۲ (انگلیسی: U2) یکی از خطوط متروی وین است که در سال ۱۹۸۰ تأسیس شده و دارای ۲۰ ایستگاه و ۱۶.۷ کیلومتر طول است.

## نگارخانه

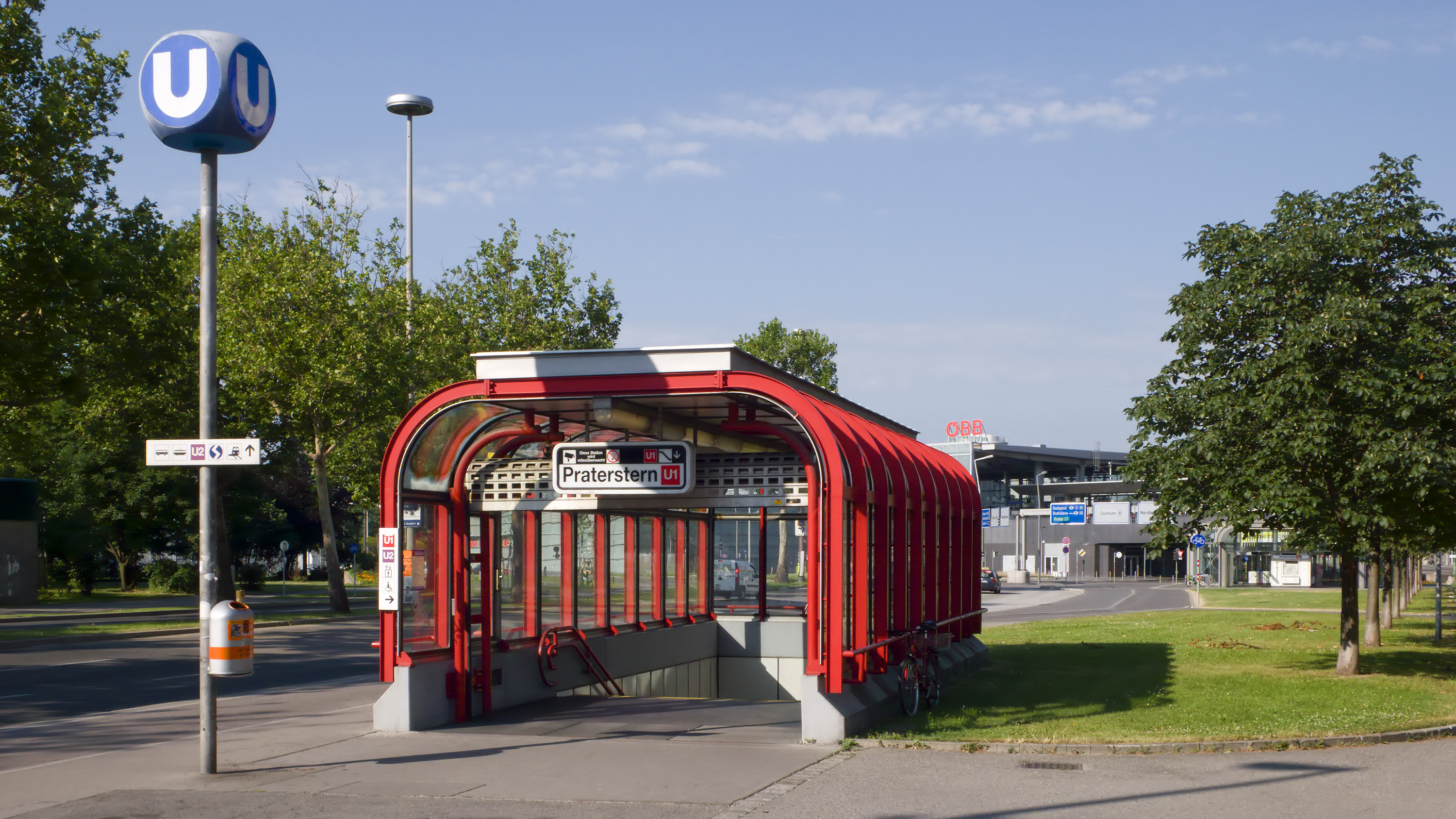
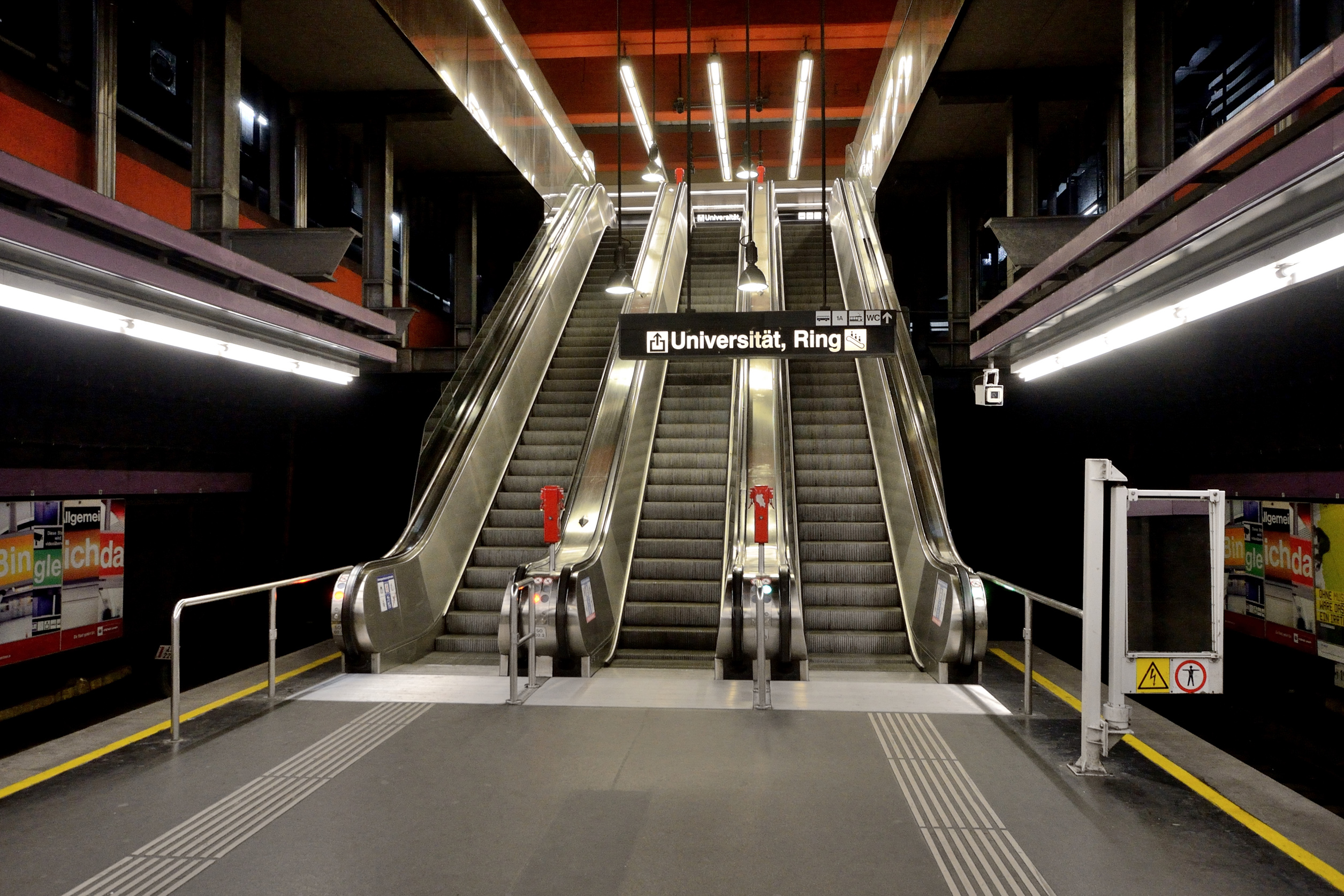
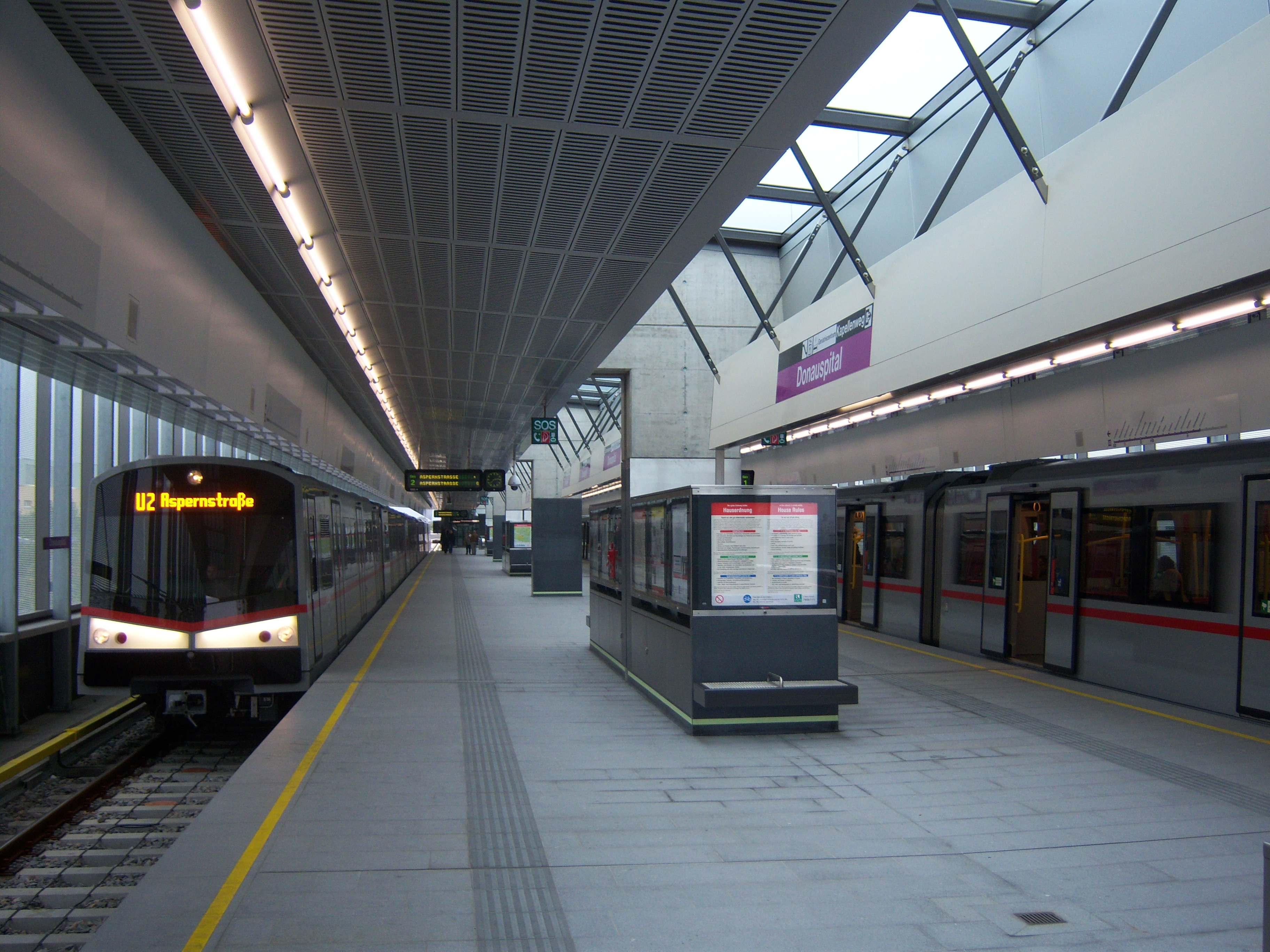
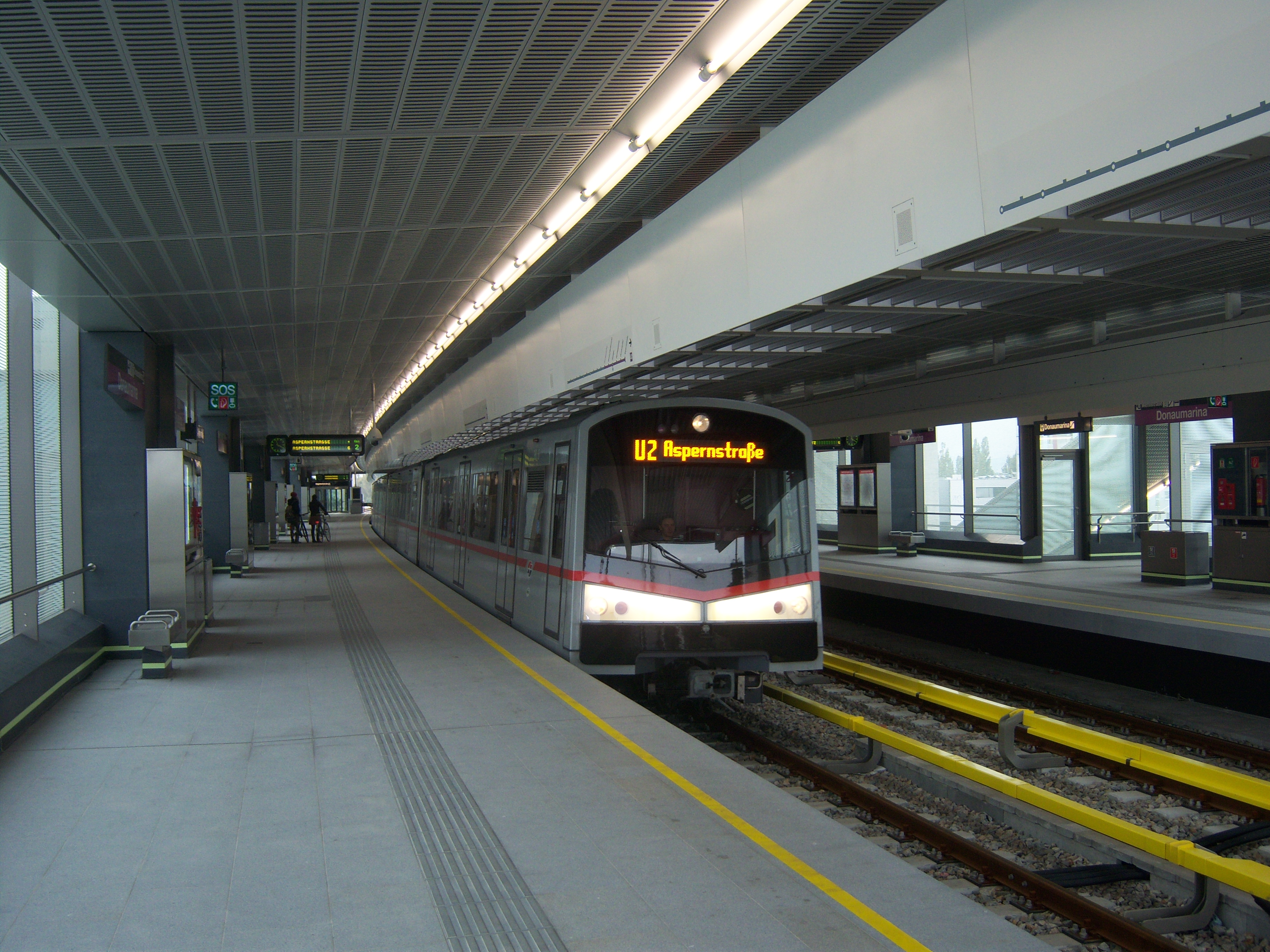